# Build-A-Bear Workshop
Build-A-Bear Workshop est une entreprise américaine spécialisée dans la vente de jouets en peluches dont les ours en peluche. Elle a été fondée en 1997 et est basée à Overland, Missouri. Les boutiques proposent un concept interactif de confection de peluche et de personnalisation dans le magasin.

## Historique
Build-A-Bear Workshop a été fondé en 1997 par Maxine Clark (en) qui ouvre alors sa première boutique dans le centre commercial Saint Louis Galleria. 
En 2003, l'entreprise lance une franchise au Royaume-Uni
En 2006, Build-A-Bear achète la marque The Bear Factory au groupe britannique Hamleys, renomme les trente-deux magasins sous son nom en septembre et débute la gestion du magasin phare de Londres.
En 2007, la société compte plus de 400 boutiques dans le monde.
En 2013, Sharon Price John est nommé CEO du groupe.

## Principaux actionnaires
Au 6 janvier 2020
| Point72 Asset Management             | 19,6% |
| Endowment Capital Group              | 13,4% |
| Buckingham Capital Management        | 10,1% |
| Kanen Wealth Management              | 9,36% |
| Dimensional Fund Advisors            | 8,33% |
| Eagle Asset Management               | 7,72% |
| SeaRock Capital Management           | 7,00% |
| Luther King Capital Management Corp. | 6,89% |
| Raging Capital Management            | 6,22% |
| Downtown Associates                  | 5,81% |

## Galerie

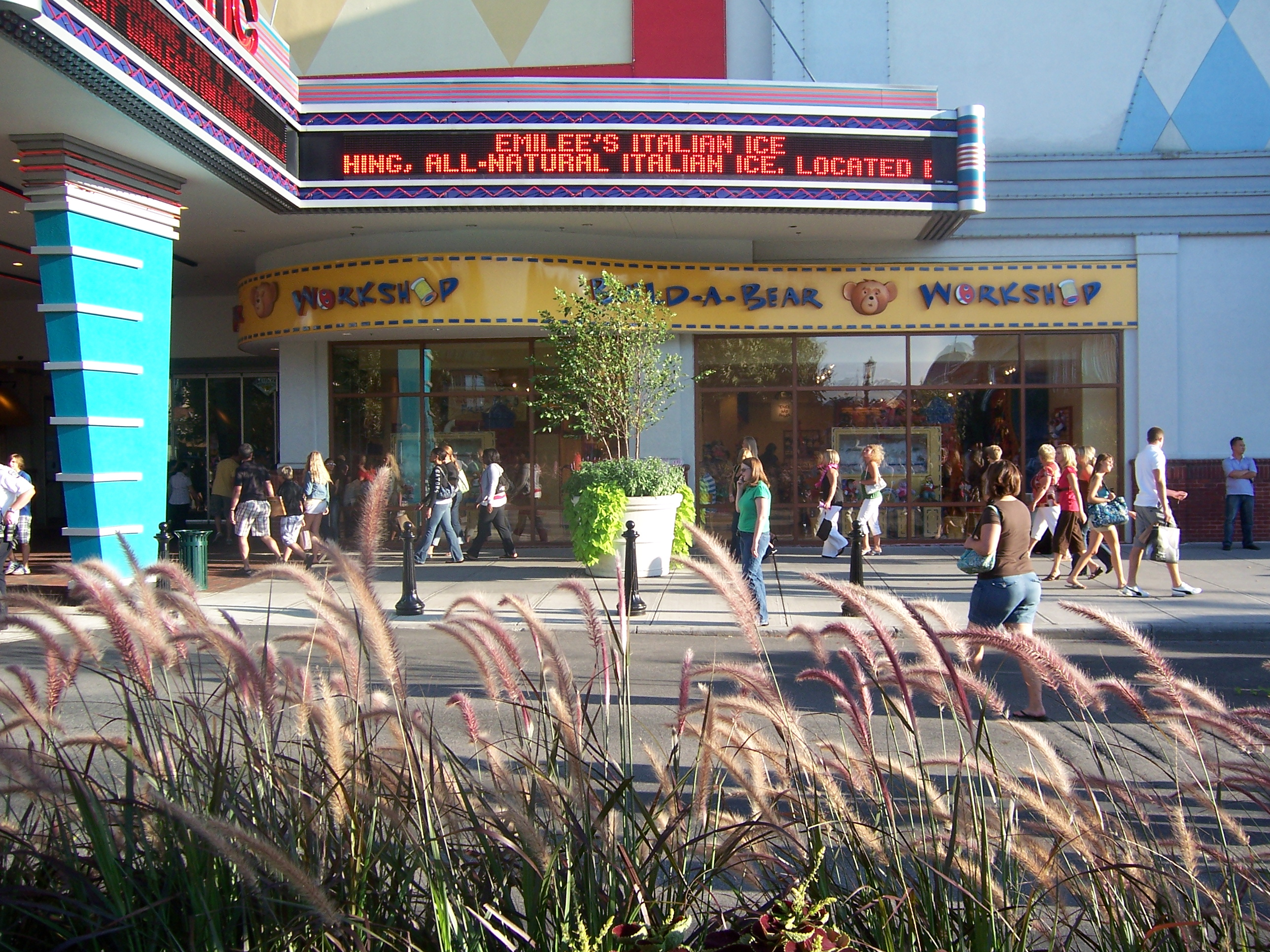
Un Build-A-Bear Workshop au Easton Town Center de Columbus, Ohio.
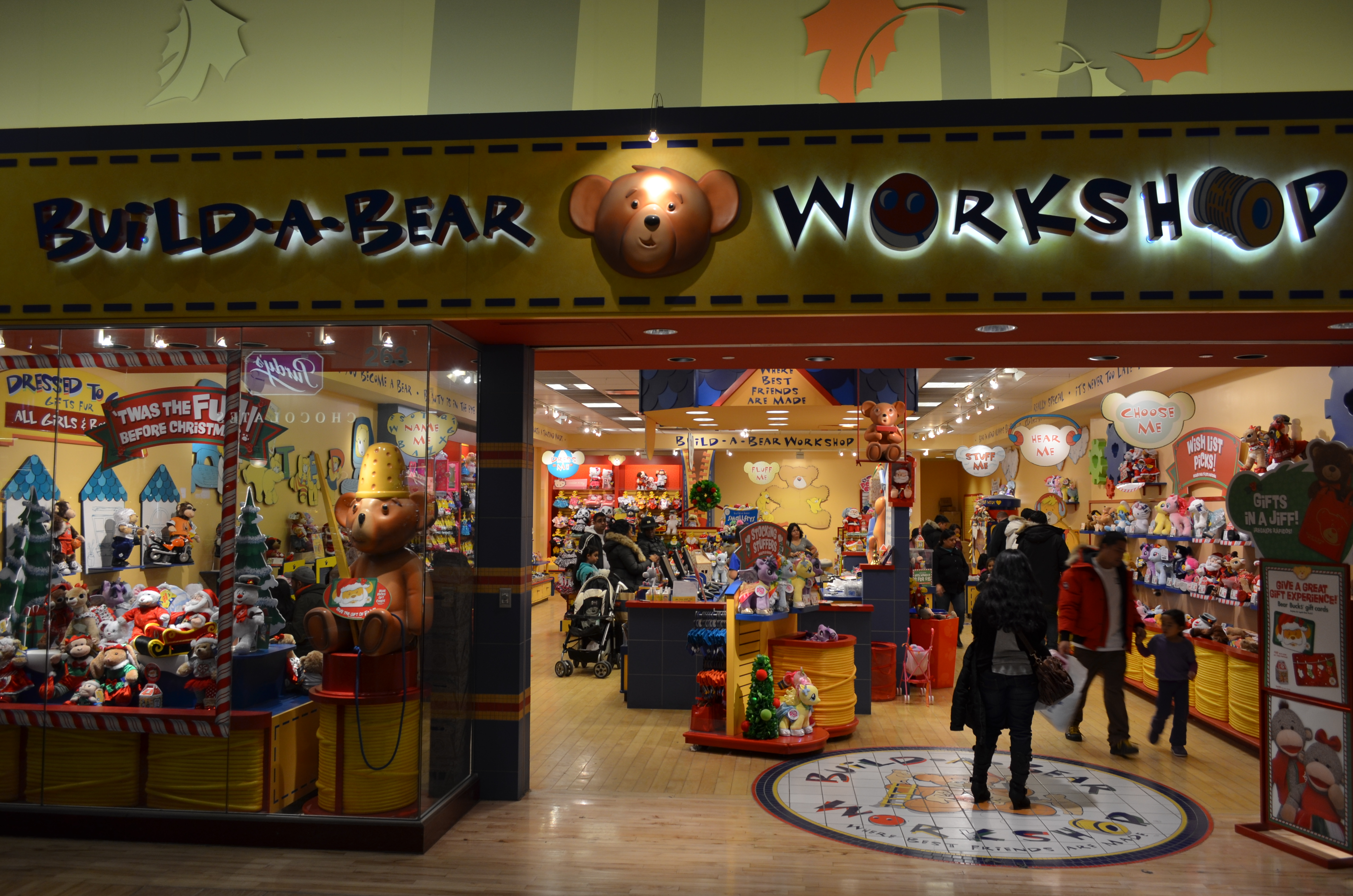
Un Build-A-Bear Workshop au centre commercial Vaughan Mills de Vaughan, Ontario.